# Rue de Montebello
Ne doit pas être confondu avec quai de Montebello ou port de Montebello.
La rue de Montebello est une voie du 15e arrondissement de Paris, en France.

## Situation et accès

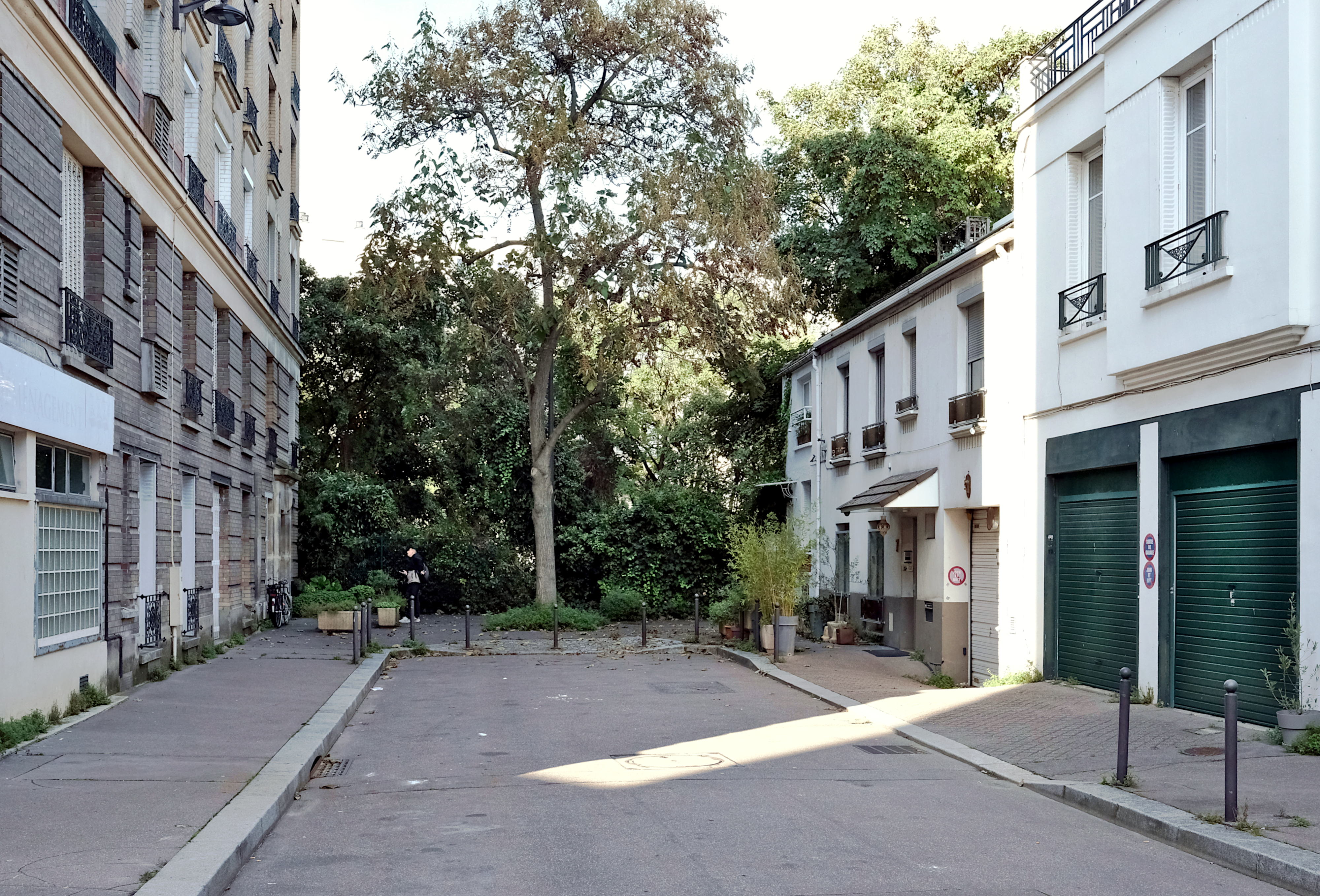
La rue de Montebello en 2024.

La rue de Montebello est une voie publique située dans le 15e arrondissement de Paris. Elle débute au 5 bis, rue Chauvelot et se termine en impasse.

## Origine du nom
Elle tire son nom en souvenir de la victoire française de Montebello le 20 mai 1859.

## Historique
Cette rue est ouverte et prend sa dénomination actuelle en 1850, par le lotisseur Chavelot lorsqu'il constitua son village de l'Avenir.

## Bâtiments remarquables et lieux de mémoire
Cette impasse possède plusieurs maisons de ville.

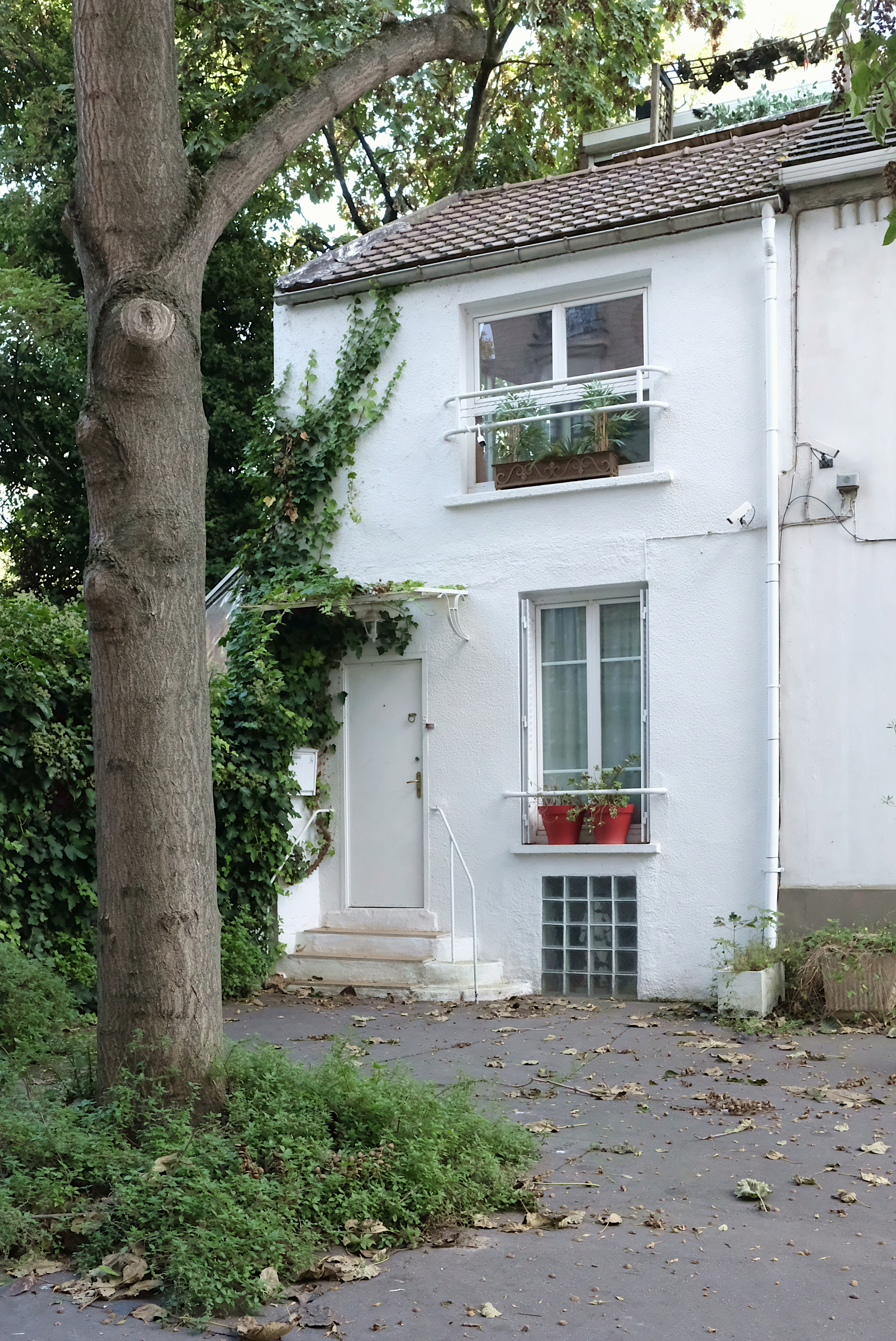
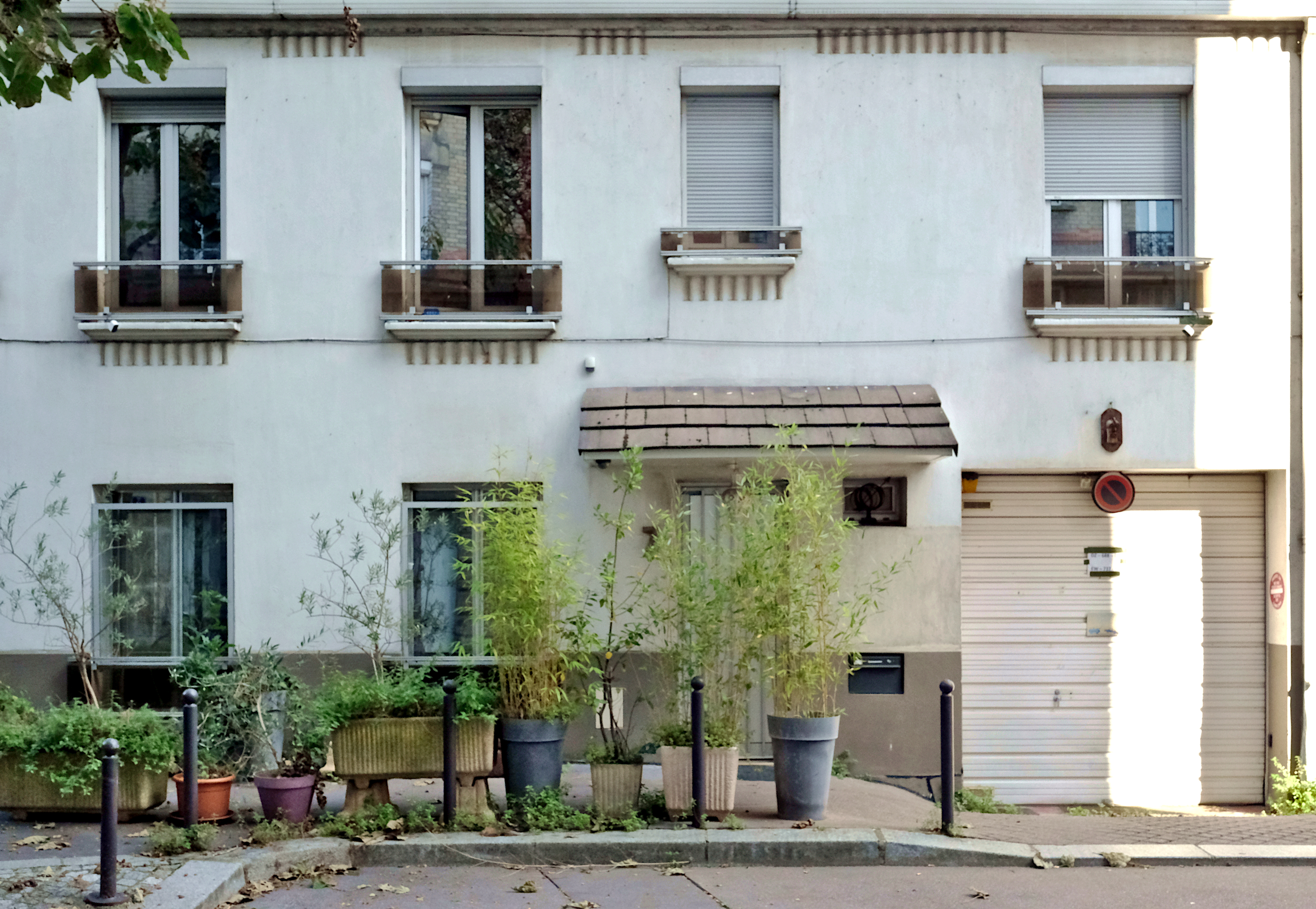